# Brecht Devoldere
Brecht Devoldere (1976) is een Vlaamse radiodocumentaire- en reportagemaker. Hij werkt vooral bij Radio 1, de nieuwszender van de Vlaamse openbare omroep VRT.
In september 1998 was Devoldere te horen in het radiodocumentaireprogramma Piazza. Daarna volgde reportagewerk bij het programma De Nieuwe Wereld. Tot 2008 maakt hij ook deel uit van de ploeg rond Pat Donnez op Radio 1 in programma's zoals Titaantjes, Alaska en Stories. Devoldere is de reporter van de programma's Peeters & Pichal en Hautekiet. Verschillende van zijn documentaires en reportages werden voor een mediaprijs genomineerd.
Sinds februari 2014 hoor je Devoldere achtereenvolgens in het radioprogramma Braakland , De bende van Annemie en De wereld van Sofie

## Prijzen
- "Munich" (documentaire) : nominatie Prix Italia (2006)
- "Toeristen van assisen" (reportage) : nominatie Prix Italia (2007)
- "De zendmast van Veltem" (reportage) : nominatie Prix Europa (2008)